# Las 12 caras de Juan
Las doce caras de Juan es una serie de televisión de trece episodios, emitida por TVE en 1967. Estuvo dirigida por Pedro Amalio López y protagonizada por Alberto Closas. Los guiones corrieron por cuenta de Jaime de Armiñán. La serie contó con el favor del público y fue una de las emisiones de televisión mejor valoradas en su momento en España.
La serie tuvo una continuación titulada Las doce caras de Eva.

## Argumento
En cada episodio se perfila el carácter y personalidad de uno de los doce signos del zodiaco que se corresponde con el personaje que protagoniza el capítulo: su forma de entender la vida, sus relaciones con los demás, sus reacciones ante las circunstancias que se le presentan...Este personaje central, cuyo signo es diferente en cada episodio, responde siempre al nombre de Juan y estuvo interprtado por Alberto Closas.

## Lista de episodios
- Estreno - 7 de octubre de 1967
  - Modesto Blanch
  - Enrique Navarro
  - Joaquín Pamplona
  - Antonio Ferrandis
  - Elisa Ramírez
- Sagitario - 14 de octubre de 1967
  - Sonia Bruno
  - Pedro Nuñez
  - Pedro Porcel
- Acuario - 21 de octubre de 1967
  - Irene Gutiérrez Caba
  - Pedro Sempson
  - Paloma Valdés
- Libra - 28 de octubre de 1967
  - Emilio Laguna
  - Elvira Quintillá
  - Blanca Sendino
- Cáncer - 4 de noviembre de 1967
  - Lola Gálvez
  - Julia Gutiérrez Caba
  - Luis Morris
  - Marisa Paredes
  - María de la Riva
  - Luchy Soto
  - Víctor Valverde
- Tauro - 11 de noviembre de 1967
  - Rafaela Aparicio
  - Marisol Ayuso
  - Lola Gálvez
  - Julio Núñez
  - Elena María Tejeiro
  - Víctor Valverde
- Escorpio - 18 de noviembre de 1967
  - Ana Casares
  - Roberto Cruz
  - Mónica Randall
  - José Sacristán
- Piscis - 25 de noviembre de 1967
- Aries - 2 de diciembre de 1967
  - Lola Herrera
  - Javier Loyola
  - Francisco Merino
  - Montserrat Noé
  - Marisa Paredes
  - Víctor Valverde
- Virgo - 9 de diciembre de 1967
  - Concha Cuetos
  - Fiorella Faltoyano
  - Irene Gutiérrez Caba
- Capricornio - 16 de diciembre de 1967
  - Agustín Bescos
  - Margarita Calahorra
  - Elisa Ramírez
  - Manuel Torremocha
- Géminis - 23 de diciembre de 1967
  - Irán Eory
  - Julia Trujillo
  - Luis Morris
  - Ramón Reparaz
  - Margarita Calahorra
- Leo - 30 de diciembre de 1967
  - Luis María Hidalgo
  - Pedro Sempson
  - Magda Rotger